# Elmstead (Londen)
Elmstead is een wijk (tevens een ward) in het Londense bestuurlijke gebied Bromley, in het zuidoosten van de regio Groot-Londen.